# Laura Nicolini
Pour les articles homonymes, voir Nicolini.
Laura Nicolini (née le 23 mars 1979 à Soresina, dans la province de Crémone, en Lombardie) est une joueuse italienne de volley-ball. Elle mesure 1,87 m et joue au poste de centrale.

## Clubs
| Club                   | Pays   | De        | À         |
| ---------------------- | ------ | --------- | --------- |
| Volley Soresinese      | Italie | 1991-1992 | 1993-1994 |
| Crema Volley           | Italie | 1994-1995 | 1999-2000 |
| Polisportiva Solierese | Italie | 2000-2001 | 2000-2001 |
| Universal Carpi        | Italie | 2001-2002 | 2002-2003 |
| Volley Lodi            | Italie | 2003-2004 | 2003-2004 |
| Asystel Volley Novara  | Italie | 2004-2005 | 2004-2005 |
| River Volley Piacenza  | Italie | 2005-2006 | 2012-2013 |
| Pallavolo Piacentina   | Italie | 2013-2014 | …         |

## Palmarès
- Coupe d'Italie
  - Vainqueur : 2013.
  - Finaliste : 2012.
- Challenge Cup
  - Finaliste : 2013.
- Championnat d'Italie
  - Vainqueur : 2013.